# النقيب خلفان
النقيب خلفان هو مسلسل كرتوني إماراتي من إنتاج شركة ماجد للترفيه، ويعرض حاليا على قناة ماجد للأطفال.

## الشخصيات
- النقيب خلفان: بطل المسلسل وهو نقيب حاد الذكاء وجاد في أغلب الأحيان وشخصية في جميع مواسيم.
- المساعد فهمان: هو مساعد النقيب خلفان غبي لكنه طيب القلب، دائما ما تفشل خططه بسبب غبائه وشخصية في جميع المواسم.
- الملازم مريم: هي وفانتومي يشكلان فريقا واحدا تنقذ خلفان وفهمان في بعض الحلقات، وهي ذكية جدا أيضا وشخصية في جميع المواسم.
- فانتومي: هو روبوت ذكي دائما يكون مع مريم، ويساعد في إيجاد مواقع المجرمين في بعض الحلقات وشخصية في الموسمين الأول والثاني.

بالإضافة إلى الكثير من الاصدقاء خلفان الأخريين.
- اللواء راشد: هو لواء شرطة دائما يسمع الاخبار ويكلمها للشرطة وشخصية الموسم الثالث
- العميد: هو إسمه ليس محدود وهو شخصية الموسم الثاني وإخبار شرطة باخبار يسمعها
- المساعد عامر: هو ضخم يستطيع إمساك بمجرمين ينام في بعض الوقت وهو مع مريم في وقت وخلفان في وقت وشخصية الموسم الثاني
- النقيب فهد: هو شخصية الموسم الثالث ويكون دائما متسرع وغاضب في فريقه الشرطة

بالإضافة إلى الكثير من المجرمين الذين يقبض عليهم خلفان وأصدقاؤه.
- الزعيم: هو السيد عماد ويتحدى الشرطة في اي وقت (الموسم الثالث)
- الزعيم شهاب: وهو سيطر الشرطة بقبعة آلية بالشر وامر صديقاه باختطاف فتاة صغيرة (الموسم الثاني)
- الدكتور كلاوس: وهو منشر مرض نادر (سارنز) بنفسه (الموسم الثالث)
- سارق الدمى: وهو الذي يسرق الدمى للاطفال (الموسم الثاني)
- المهندس طارق: يقوم بإفساد اتصالات هواتف الناس (الموسم الثالث)
- أنطوان ليستر: مدير شركة بنتا كورب في المدينة وأحد المجرمين المتخفيين وصاحب قرار بدء عملية «العدالة».